# 教えてよ〜miseducation〜
『教えてよ〜miseducation〜』（おしえてよ ミスエデュケーション）は、日本のシンガーソングライター舞花の2枚目のシングル。

## 背景
2010年5月に舞花のMySpaceにて『教えてよ〜miseducation〜』とカップリングの『better day』の試聴が開始された。同年6月2日に着うた、iTunes配信が開始された。6月9日には着うたフルの先行配信がレコチョクにて開始された。6月18日にはPV試聴が開始。
『教えてよ〜miseducation〜』はTBS系の音楽番組『COUNT DOWN TV』2010年6月度エンディングテーマとして起用されている。

## 批評
『CDジャーナル』は『教えてよ〜miseducation〜』を「“愛や夢を、もっと教えてよ”と学校教育についての不満を声高に歌った。10代ならではの熱い思いや葛藤を表現したメッセージ・ソング。」、カップリングの『better day』を「迫力のヴォーカルが際立つミディアム・バラード。」と批評した。

## ミュージック・ビデオ
監督は和田泰宏が務めた。前作『never cry』のビデオ同様、学校が舞台になっている。
ちなみにミュージック・ビデオにて使用されているエレキギターはFUJIGENのムスタングモデル。

## 収録曲
| 全作詞・作曲: 舞花、YUMI。 |                              |            |            |                      |      |
| #                          | タイトル                     | 作詞       | 作曲・編曲 | 編曲家               | 時間 |
| 1.                         | 「教えてよ〜miseducation〜」 | 舞花、YUMI | 舞花、YUMI | ソン・イル、飯塚啓介 | 4:51 |
| 2.                         | 「better day」               | 舞花、YUMI | 舞花、YUMI | 松岡モトキ、伊藤隆博 | 6:16 |

## チャート
| チャート (2010年)    | 最高 順位 |
| -------------------- | --------- |
| オリコン週間チャート | 105       |
| CDTV THIS WEEK'S 100 | 56        |